# Széchényi Pál (politikus)
Sárvári és felsővidéki gróf Széchényi Pál (Sopron, 1838. november 6. – Budapest, 1901. október 28.) magyar királyi miniszter, országgyűlési képviselő és valóságos belső titkos tanácsos.

## Élete
Széchenyi Pál gróf császári és királyi alezredes és Zichy-Ferraris Emilia grófnő fia. Iskoláit Nagyszombatban végezte és eleinte papnak készült; de a papi pályát ott hagyta, a szombathelyi szemináriumból somogyi birtokára vonult és a gazdaság tanulmányozásához látott. Élénk részt vett Somogy vármegye gazdasági mozgalmaiban, így ő szervezte a nagyatádi gazdasági kört. 1876-ban az Országos Magyar Gazdasági Egyesület alelnökévé választotta. 1875-ben Somogy vármegye marcali kerülete választotta meg országgyűlési képviselővé és a mérsékelt ellenzékkel tartott. A Házban és a Házon kívül akkor nem volt gazdasági kérdés, melyhez Széchenyi hozzá ne szólt volna. A székesfehérvári kiállítás alkalmával tartott gazdasági kongresszuson vezetőszerepet vitt és az országos gazdasági egyesület ankétjén is nagy szerepe volt. 1882-ban a Szabadelvű Pártba lépett és még azon évben földművelés-, ipar- és kereskedelmi miniszterré nevezték ki. E minőségben rendezte az 1885. évi kiállítást; ezen érdemeiért az elsőosztályú Vaskorona-rendet kapta, miután a király belső titkos tanácsossággal már 1883-ban kitüntette. Széchenyi 1889. április 9-én lemondott tárcájáról. Ezután keveset szerepelt és a Házból is elmaradt.
Cikkei a Gazdasági Lapokban (1865. Néhány szó hazánk mezei gazdasága előmozdítása érdekében); a Vadász- és Versenylapban (1871., 1874); a Nemzetgazdasági Szemlében (1879. Az országos magyar gazdasági egyesület ötvenedik évfordulója).

## Munkája
- Jelentés az országos magyar gazdasági egyesület által báró Kemény Gábor földmív. miniszter úr védnöksége alatt Agárdon... 1883. ápr. 25-27. rendezett nemzetközi fogatos- és gőzekeversenyről. Bpest, 1883. (Gr. Zichy Nándorral).